# Oligodon catenata
Oligodon catenata är en ormart som beskrevs av den brittiske zoologen Edward Blyth 1854. Oligodon catenata ingår i släktet Oligodon, och familjen snokar. Inga underarter finns listade.

## Utbredning
Arten förekommer i Indien, Myanmar, Vietnam, Kambodja och södra Kina.